# Symplecta (Psiloconopa) lucia
Symplecta (Psiloconopa) lucia is een tweevleugelige uit de familie steltmuggen (Limoniidae). De soort komt voor in het Nearctisch gebied.